# Râul Jgheab, Slănic
Râul Jgheab sau Râul Jghiab este un curs de apă, afluent al râului Slănic. 

## Hărți
- Harta Județului Buzău